# Ugello di scarico

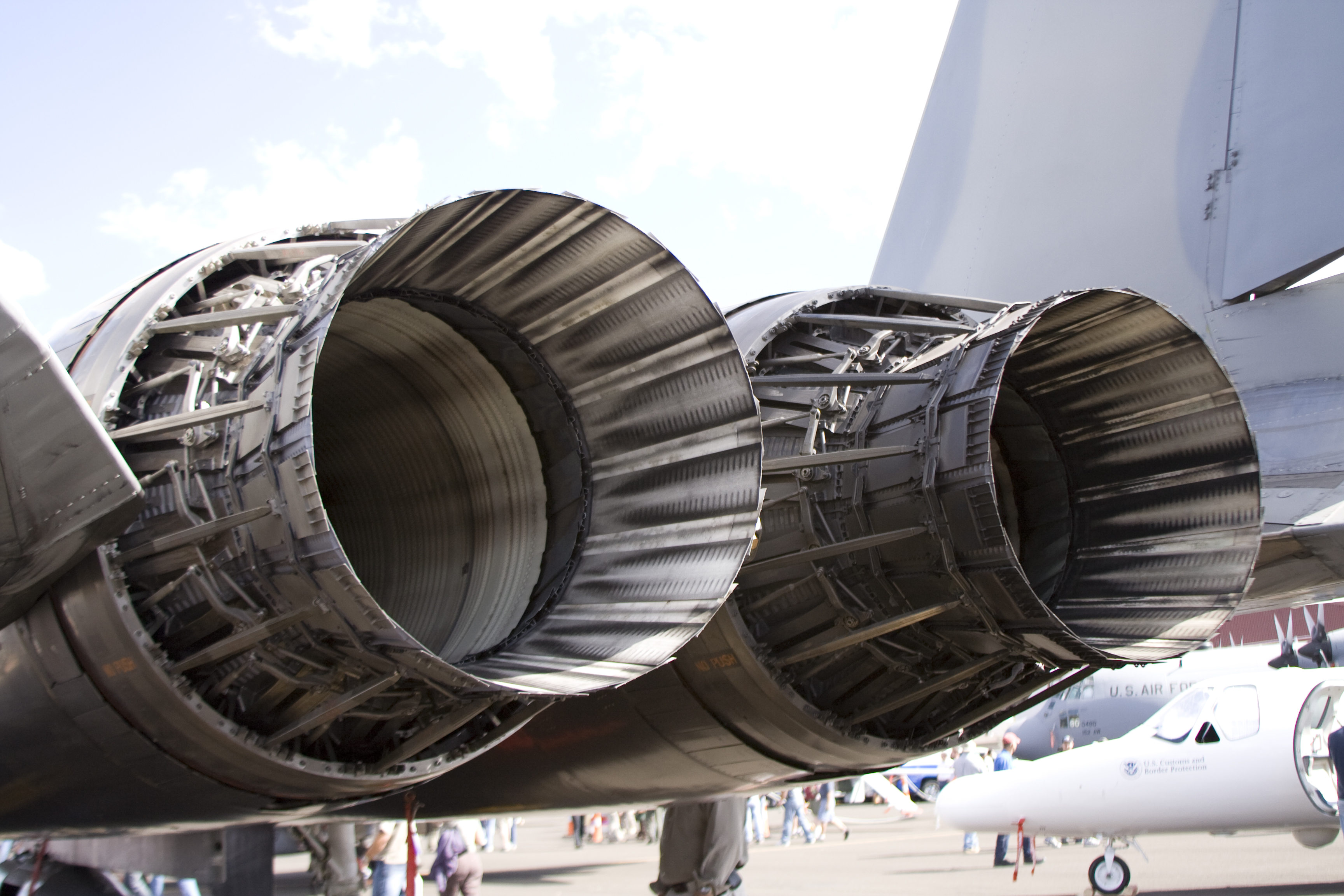
Ugelli di scarico convergenti-divergenti a geometria variabile di un F-15 Eagle.

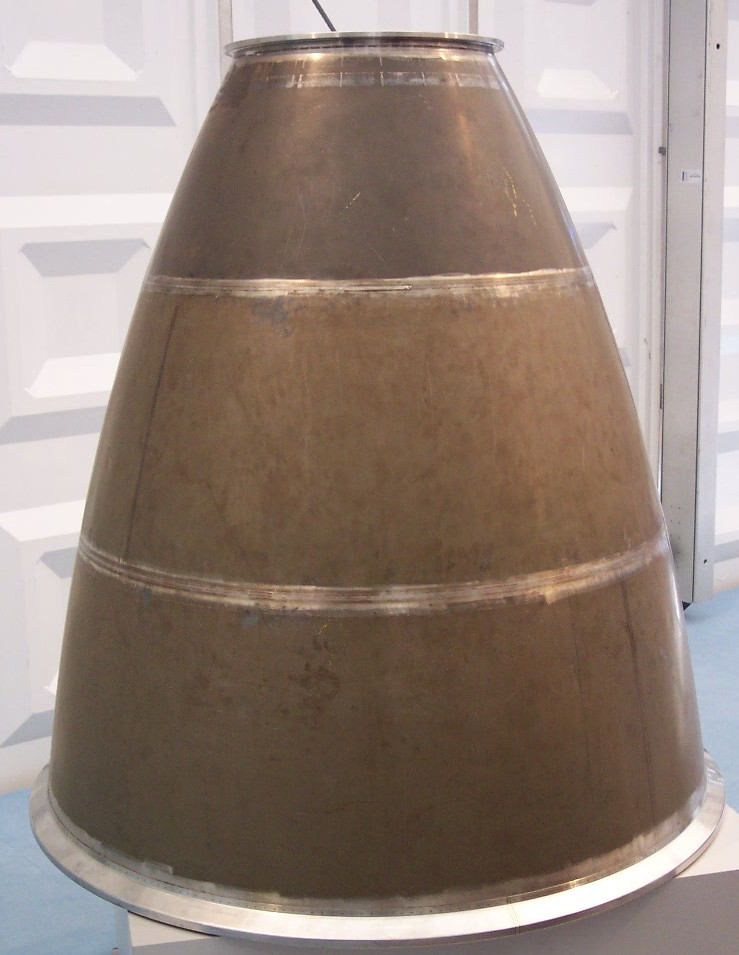
L'Ugello di un razzo Ariane (parte divergente).

L'ugello è il componente dei motori a reazione nel quale si ottiene la trasformazione di energia termica in energia cinetica al fine di produrre la spinta mediante l'espulsione ad alta velocità di un fluido propulsivo.

## Principio di funzionamento
La trasformazione di energia termica in energia propulsiva avviene attraverso un processo di espansione del flusso, per questo motivo tale trasformazione risulta controllata dalla pressione. Il comportamento dell'ugello può essere studiato in prima approssimazione attraverso le equazioni del flusso quasi-unidimensionale, quindi con le ipotesi di flusso isoentropico, stazionario (ovvero dove le grandezze fisiche non dipendono dal tempo) e di fluido propulsivo assimilabile ad un gas ideale.
A causa del suo lavoro di espansione, la geometria dell'ugello stabilisce la portata in massa del fluido che può scorrere attraverso tutto il motore.
Si utilizzano differenti tipi di ugello a seconda delle applicazioni. Nelle applicazioni aeronautiche (cioè sui differenti motori della famiglia dei getti), l'ugello è solitamente posizionato a valle della turbina, ed il suo ruolo, pur rimanendo il medesimo per tutti i motori a getto, risulta diverso seconda che il motore sia uno statoreattore, un turbogetto, un turboventola, un turboelica o un turboalbero. Infatti nello statoreattore l'intero salto entalpico (energia ceduta dalla corrente al motore, la quale è usata per la propulsione) viene sfruttato nell'ugello, mentre nei turbogetti una parte del salto entalpico viene sfruttato dalla turbina, che lo impiega per trascinare il compressore.
L'entità del salto entalpico utilizzato dalla turbina risulta ancora maggiore per i turboventola, nei quali la turbina deve azionare oltre al compressore, anche la ventola. Nei turboelica rappresenta l'80 o 90% del salto entalpico disponibile, mentre nei turboalbero l'intero salto entalpico disponibile è utilizzato dalla turbina, per cui in questo caso l'ugello funge semplicemente da condotto di scarico.

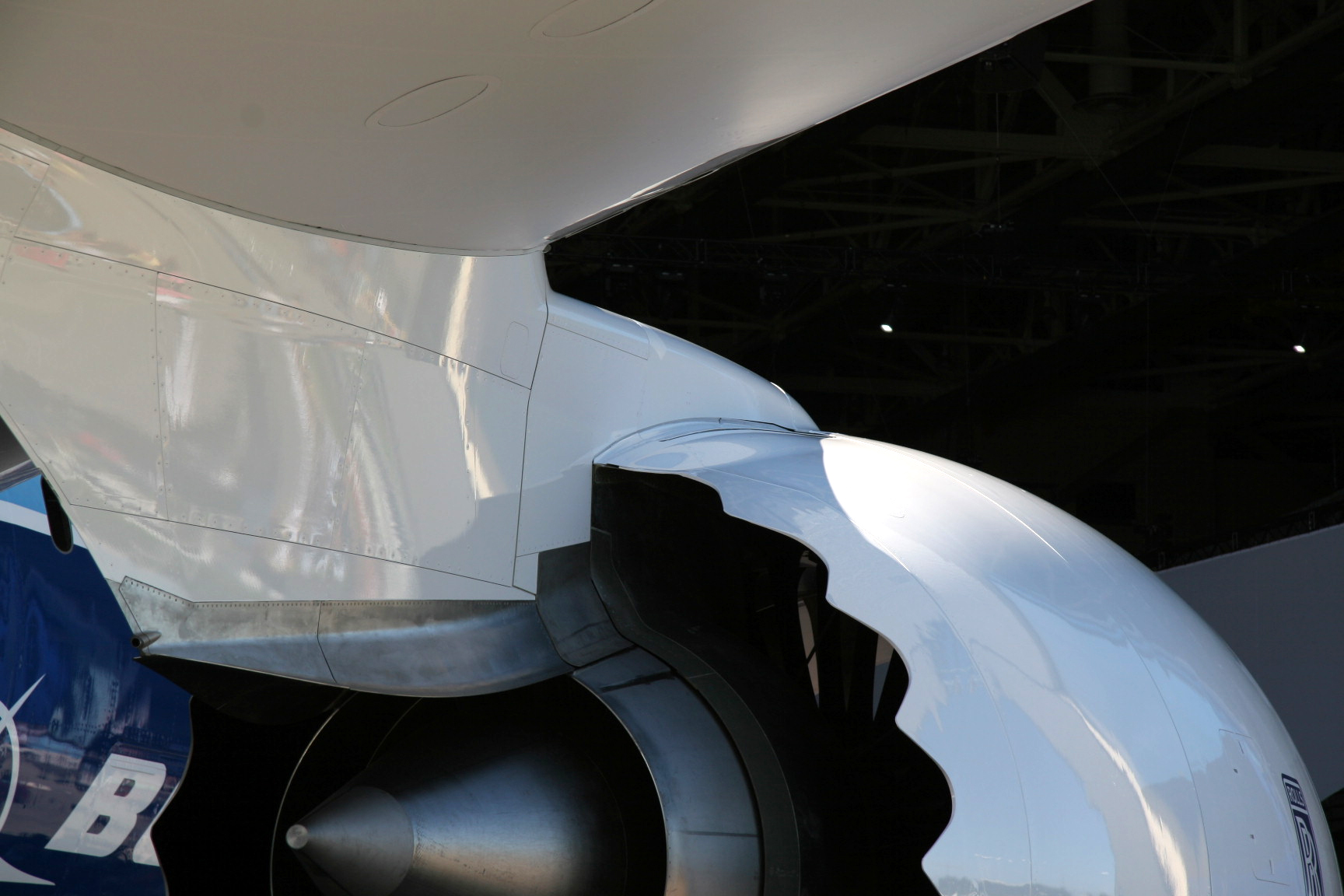
Un ugello di scarico a lobi di un Boeing 787.

Per queste applicazioni aeronautiche, attualmente un notevole sforzo è dedicato a ridurre il rumore derivante dall'interazione del getto di scarico con l'ambiente esterno. In questo contesto, è stata recentemente proposta l'adozione dei cosiddetti chevron nozzles, ovvero di flabelli o lobi sul bordo esterno che concorrono a migliorare la miscelazione dello scarico con l'atmosfera e che consentono di ridurre significativamente la rumorosità con una perdita di spinta limitata allo 0,25% circa.
Il flusso all'uscita della turbina si trova a pressione più elevata di quella ambiente, ed a bassa velocità (in regime subsonico). Lo studio dei flussi quasi-unidimensionali isentropici indica che per accelerare questo flusso subsonico la geometria del condotto deve essere convergente, ovvero la sezione normale all'asse deve diminuire procedendo verso l'uscita. La sezione più piccola dell'ugello viene chiamata sezione di gola o semplicemente gola.
Se il flusso nella sezione di gola, al termine della parte convergente dell'ugello, risulta critico (ovvero un flusso con numero di Mach pari ad uno), per poter continuare l'espansione è necessario ricorrere ad un'ulteriore porzione di ugello, questa volta sezioni divergenti, cioè sezioni che aumentano al procedere verso l'uscita (si ricordi che per un flusso supersonico la velocità aumenta se l'area della sezione cresce). Quindi per accelerare il flusso a velocità supersoniche occorre impiegare un condotto convergente-divergente o ugello de Laval.
Un ugello che espanda il flusso alla pressione esterna si dice adattato, nel caso contrario si dice non adattato. Un ugello che espanda il flusso ad una pressione maggiore di quella ambiente si dice sottoespanso, mentre nel caso lo espanda ad una pressione minore si dice sovraespanso.

## Geometria dell'ugello

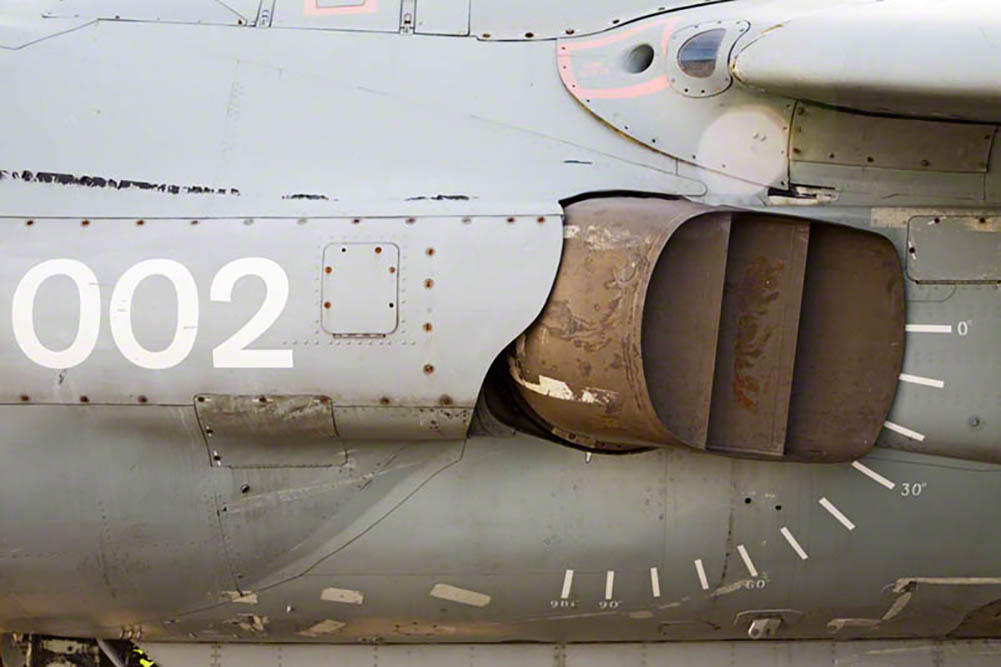
Ugello di scarico di un Sea Harrier ad inclinazione variabile.

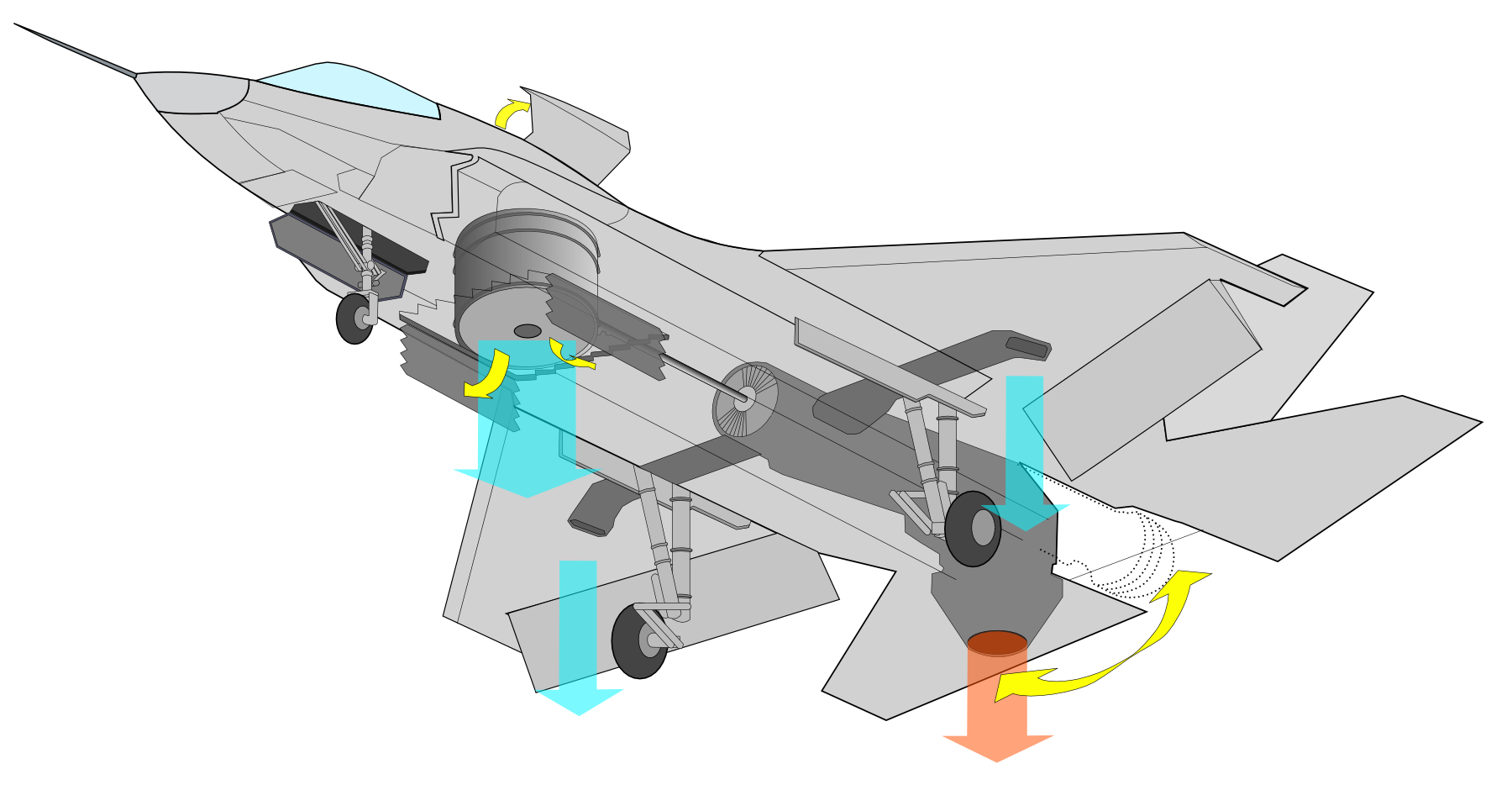
Ugello di scarico del Lockheed Martin F-35 Lightning II, anch'esso a geometria variabile.

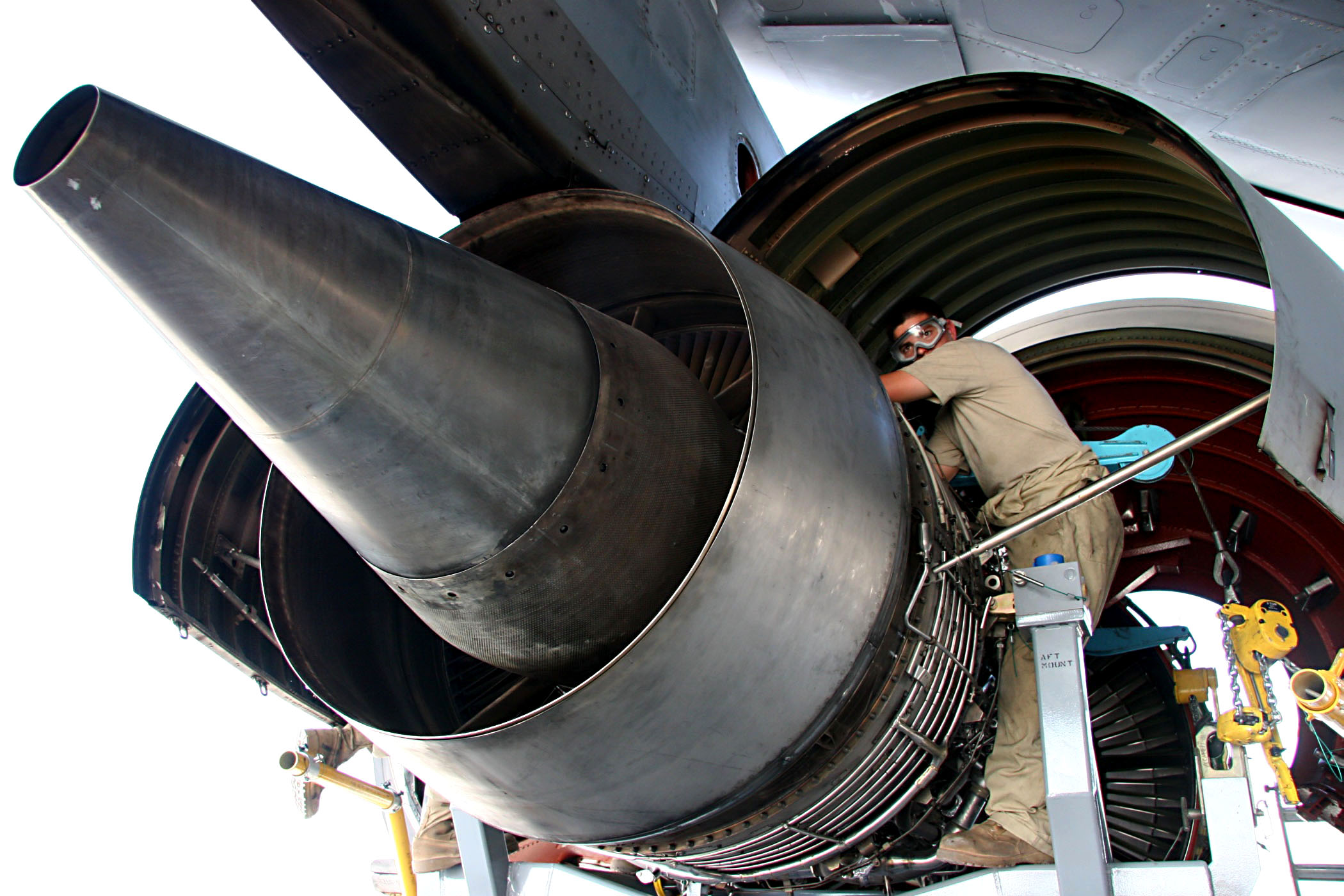
Tecnici dell'Aeronautica USA al lavoro su un motore di una aerocisterna KC-10. Da notare l'ugello di tipo concentrico.

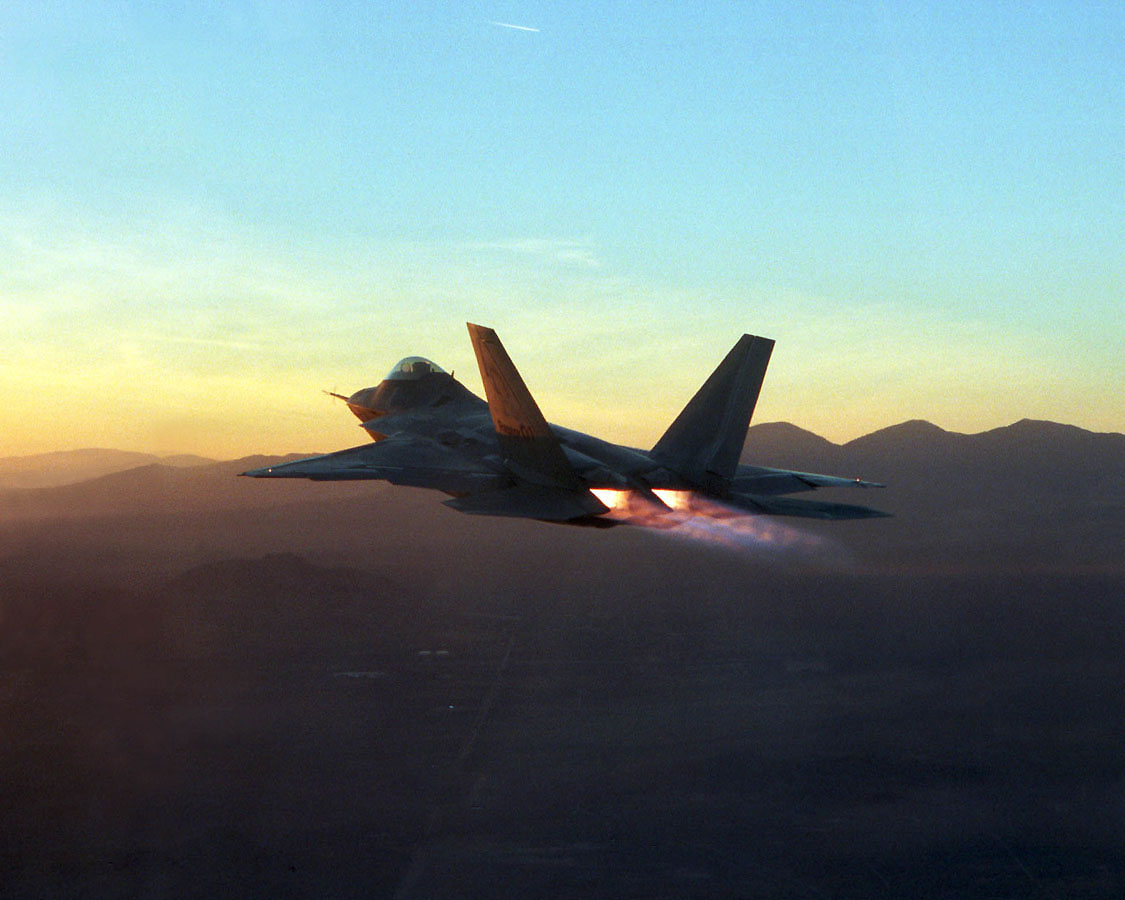
Ugelli di scarico di un Lockheed-Boeing F-22 Raptor a sezione rettangolare

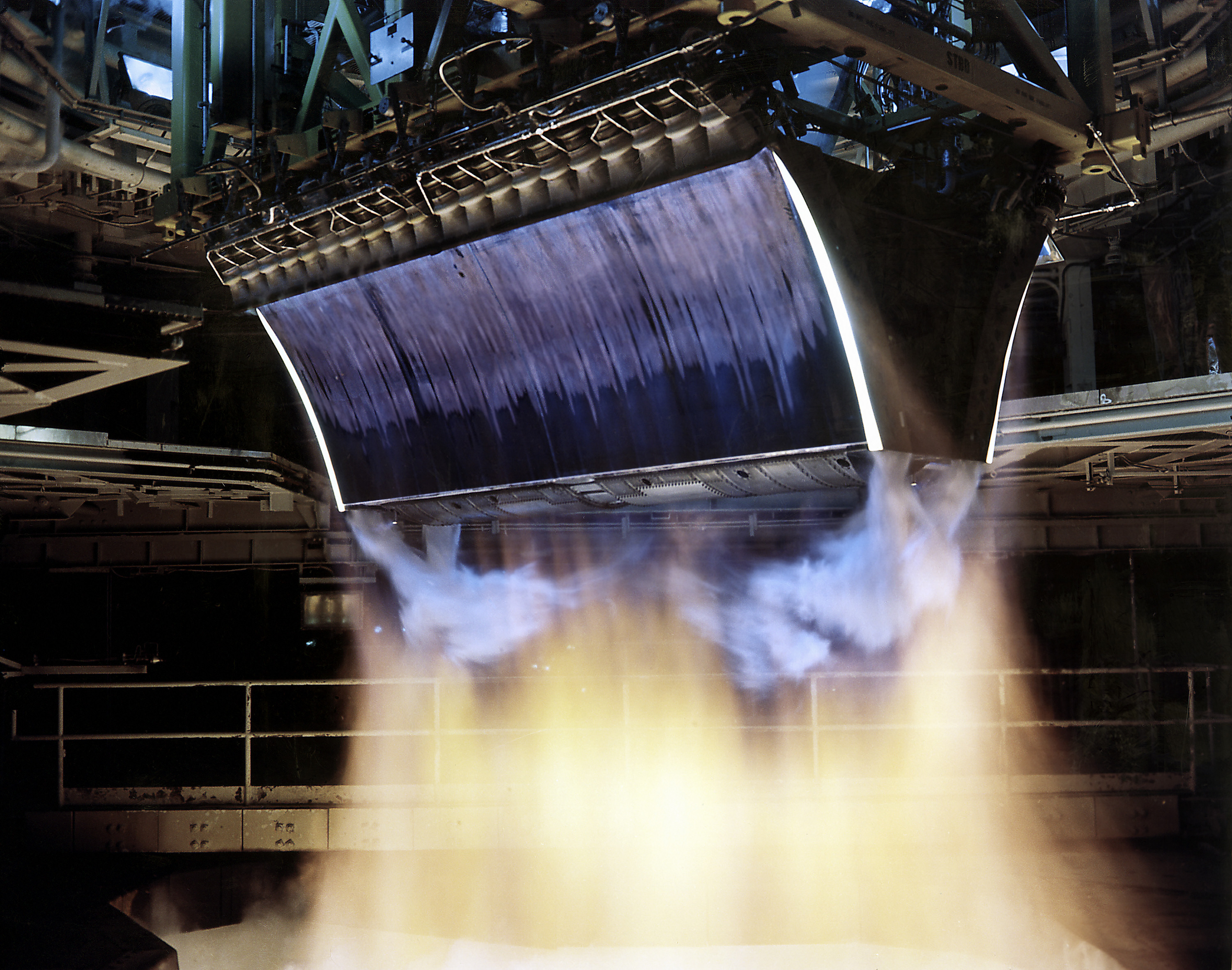
Ugelli di scarico a sezione rettangolare a spina centrale detta aerospike.

Gli ugelli di scarico hanno forma e dimensioni diverse a seconda dei propulsori in cui vengono adottati:
- sui turbogetti tradizionali e sui turboelica spesso sono installati ugelli convergenti a geometria fissa;
- i motori turboventola a flussi separati adottano ugelli coassiali in cui il flusso principale viene espulso dall'ugello centrale mentre il flusso secondario da quello esterno;
- nei motori turboventola a flussi associati i flussi vengono miscelati nella parte iniziale di un unico ugello e quindi espulsi.

I turboventola con postcombustore e gli statoreattori quasi sempre adottano ugelli convergenti-divergenti a geometria variabile. La geometria variabile rende tali ugelli più pesanti di un equivalente a geometria fissa, ma fornisce prestazioni migliori in un campo di condizioni di volo meno restrittivo degli ugelli a geometria fissa.
Recentemente sono stati studiati ed impiegati ugelli a sezione rettangolare, anziché circolare, che permettono di deflettere facilmente il getto per indirizzare con un certo angolo la direzione della spinta.

### Ugello convergente

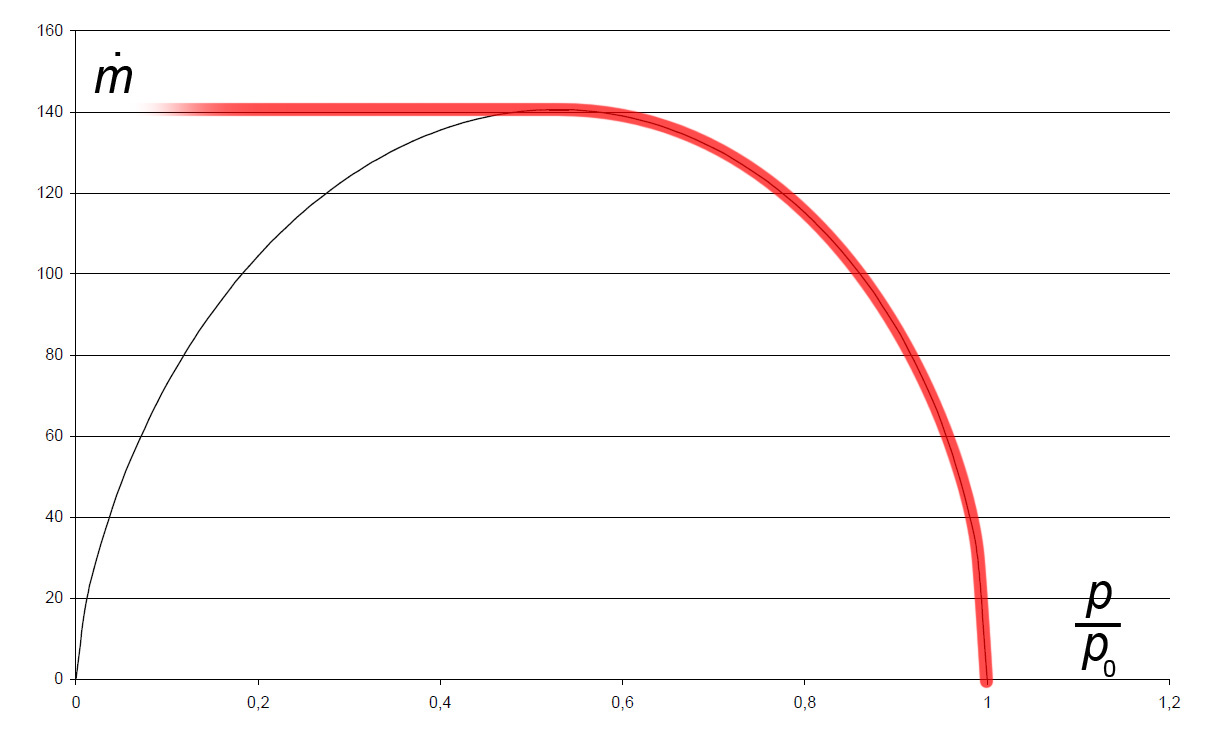
Andamento della portata di un ugello convergente (in rosso l'andamento reale, in nero quello della funzione).

Secondo le approssimazioni di flusso quasi-unidimensionale, sufficientemente accurate all'interno del condotto dell'ugello di scarico per descrivere il flusso reale, il numero di Mach massimo che è possibile raggiungere nella sezione di gola è unitario (la velocità del flusso in questa sezione cioè è pari alla velocità del suono). Questo perché il flusso subsonico, in un condotto convergente, viene accelerato ed aumentando la pressione all'inizio dell'ugello (o, il che è lo stesso, diminuendo la pressione esterna) la velocità di efflusso tende ad aumentare sino a che, sulla sezione dove la velocità è massima, la sezione di gola appunto, la velocità raggiunge la velocità del suono. Da questo valore in poi le variazioni di qualsiasi grandezza fisica a valle della sezione sonica non possono più risalire la corrente verso monte (queste variazioni viaggiano con la velocità del suono infatti) e perciò non modificano più il flusso, che si dice appunto congelato o in choking (anche in italiano è diventata di uso comune l'espressione gola in choking o soffocata per designare questo fenomeno).
Ipotizzando infatti un flusso di tipo isoentropico (l'entropia non varia lungo l'asse del condotto) e stazionario, la portata resta costante e può scriversi come:
{\displaystyle {\dot {m}}=\rho uA=\rho _{g}u_{g}A_{g}}
dove con m si è indicata la massa del fluido (il punto indica la derivazione temporale, quindi il flusso di massa), ρ è la densità, u la velocità ed A l'area della sezione del condotto. Infine le grandezze con il pedice g indicano i valori sulla sezione di gola. Ricordando che la velocità del suono è pari a:
{\displaystyle a={\sqrt {\gamma {\frac {p}{\rho }}}}}
dove con γ si è indicato il coefficiente di dilatazione adiabatica, rapporto tra il calore specifico a pressione costante ed il calore specifico a volume costante. Ricordando inoltre che il numero di Mach è pari al rapporto tra la velocità e la velocità del suono nel fluido e l'equazione di stato dei gas perfetti (p /ρ = RT, dove R è la costante dei gas specifica), si ottiene per la portata:
{\displaystyle {\dot {m}}=\rho {\sqrt {\gamma {\frac {p}{\rho }}\,}}\,\mathrm {Ma} \,A={\sqrt {\gamma p\rho \,}}\,\mathrm {Ma} \,A={\frac {p\,\mathrm {Ma} \,A}{\sqrt {{\frac {RT}{\gamma }}\,}}}}
ed in particolare per la sezione di gola:
{\displaystyle {\dot {m}}={\frac {p_{g}\,\mathrm {Ma} _{g}\,A_{g}}{\sqrt {{\frac {RT_{g}}{\gamma }}\,}}}.}
A causa della bassa velocità delle grandezze in ingresso all'ugello di scarico, è possibile considerare i valori di ristagno (o totali, i valori che le grandezze assumono quando vengono rallentati isoentropicamente sino a velocità nulla). Ricordando l'espressione della pressione di ristagno e della temperatura di ristagno per un flusso quasi-unidimensionale isoentropico, quindi adiabatico:
{\displaystyle \left({\frac {p_{0}}{p}}\right)^{\frac {\gamma -1}{\gamma }}={\frac {T_{0}}{T}}=1+\delta \mathrm {Ma} ^{2}}
dove con δ, come è d'uso comune, si è indicato il fattore (γ − 1)/2, si può scrivere il numero di Mach nella sezione di gola in funzione di queste grandezze, dato che il valore della pressione di ristagno resta costante in un flusso isoentropico (non si considerano le perdite meccaniche dovute agli attriti):
{\displaystyle \mathrm {Ma} _{g}={\sqrt {{\frac {1}{\delta }}\left[\left({\frac {p_{0}}{p_{g}}}\right)^{\frac {\gamma -1}{\gamma }}-1\right]\,}}.}
In questo modo è possibile sostituire l'espressione appena trovata in quella della portata in massa ed avere quindi un'espressione della portata in funzione delle pressioni:
{\displaystyle {\dot {m}}={\frac {p_{g}\,A_{g}}{\sqrt {{\frac {RT_{g}}{\gamma }}\,}}}{\sqrt {{\frac {1}{\delta }}\left[\left({\frac {p_{0}}{p_{g}}}\right)^{\frac {\gamma -1}{\gamma }}-1\right]\,}}}
con alcuni passaggi è possibile eliminare la dipendenza dalla temperatura statica locale:
{\displaystyle {\dot {m}}={\frac {p_{0}A_{g}}{\sqrt {RT_{0}}}}{\sqrt {\frac {2\gamma }{\gamma -1}}}\left({\frac {p_{g}}{p_{0}}}\right)^{\frac {1}{\gamma }}{\sqrt {1-\left({\frac {p_{g}}{p_{0}}}\right)^{\frac {\gamma -1}{\gamma }}}}}
l'andamento di questa equazione, in funzione del rapporto tra pressione di efflusso e pressione totale, è riportato nella figura. Come si vede dalla figura il valore della portata è nullo in corrispondenza del valore unitario del rapporto tra le pressioni, la pressione è uguale in tutto il condotto ed il fluido è fermo. L'andamento presenta quindi un massimo, che si ottiene imponendo alla derivata dell'equazione fatta rispetto al rapporto tra le pressioni di essere uguale a zero (teorema di Rolle):
{\displaystyle {\frac {d{\dot {m}}}{d\left({\frac {p_{g}}{p_{0}}}\right)}}=0}
ovverosia, essendo costanti gli altri termini:
{\displaystyle {\frac {d}{d\left({\frac {p_{g}}{p_{0}}}\right)}}\left[\left({\frac {p_{g}}{p_{0}}}\right)^{\frac {2}{\gamma }}\left(1-\left({\frac {p_{g}}{p_{0}}}\right)^{\frac {\gamma -1}{\gamma }}\right)\right]=0}
da cui si ricava la condizione:
{\displaystyle \left.{\frac {p_{g}}{p_{0}}}\right|_{{\dot {m}}_{\max }}=\left({\frac {2}{1+\gamma }}\right)^{\frac {\gamma }{\gamma -1}}}
che, ricordando la formula scritta più sopra per i flussi quasi-unidimensionali isoentropici, impone Mag = 1, come preventivato. Per l'aria si adotta un valore di γ = 1,4 ottenendo per il rapporto tra le pressioni il valore 0,52828.
Il massimo è quindi seguito da un andamento decrescente per rapporti di pressione più piccoli, che però non è possibile ottenere fisicamente a causa del fatto che un flusso sonico, come spiegato più sopra, è indifferente alla diminuzione ulteriore della pressione a valle. L'andamento fisico della portata, per valori così bassi del rapporto tra le pressioni, perciò è costante e coincidente con il massimo. In queste condizioni il flusso è detto saturato, congelato, soffocato o in choking.
Per avere un flusso sonico nella sezione di gola sarà quindi necessario che il rapporto di espansione sia minore o uguale al valore ricavato con la formula precedente (0,528282 per l'aria). La pressione alla quale si ottiene un flusso sonico è detta pressione critica, solitamente le grandezze critiche sono rappresentate con un asterisco in apice, p*.
In base alla legge delle aree è possibile ricavare il valore della sezione critica, utile per progettare un ugello di scarico o regolare un ugello a geometria variabile:
{\displaystyle {\frac {A}{A^{*}}}={\frac {1}{\mathrm {Ma} }}\left({\frac {1+\delta \mathrm {Ma} ^{2}}{1+\delta }}\right)^{\frac {\gamma +1}{2(\gamma -1)}}.}
Gli ugelli convergenti sono adottati da propulsori impiegati in campo subsonico (aerei di linea, APU, elicotteri, dragster, ...) dove, grazie alle prestazioni contenute, il rapporto di espansione è maggiore di:
{\displaystyle {\frac {1}{0{,}528282}}=1{,}893.}
Per un ugello convergente possono verificarsi due condizioni operative a seconda della pressione ambiente pa:
1. pa > p*: l'ugello è adattato dato che il numero di Mach in uscita è minore di uno ed il flusso non è saturato.
2. pa < p*: l'ugello è saturato, il numero di Mach è pari ad uno e la portata in massa ha raggiunto il massimo valore possibile.

Ricordando l'espressione della spinta T a punto fisso (velocità di volo nulla):
{\displaystyle T={\dot {m}}u_{e}+(p_{e}-p_{a})A_{e}}
dove con ue si è indicata la velocità di efflusso. Nel primo caso quindi il secondo termine è nullo, mentre nel secondo caso è positivo. Malgrado il termine aggiuntivo, nel secondo caso la spinta è minore di quella che si avrebbe con un ugello adattato a causa della minore velocità di efflusso ottenuta.

### Ugello convergente-divergente o de Laval

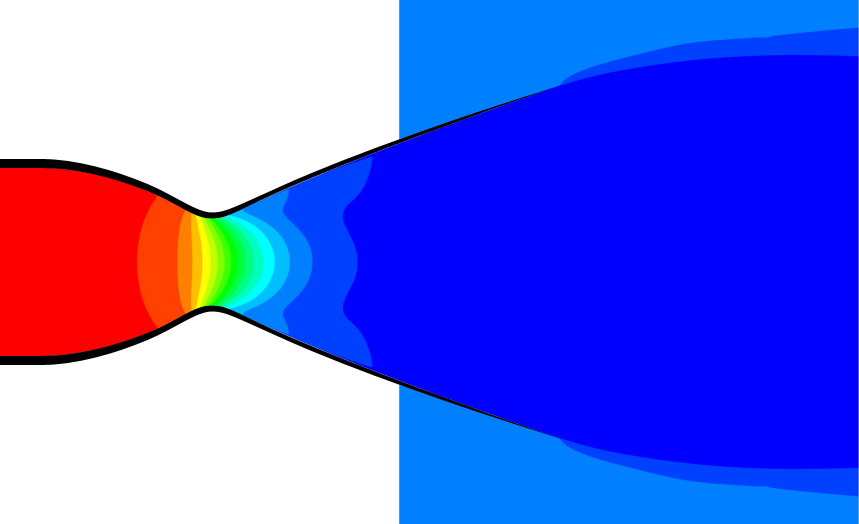
Andamento qualitativo della densità di un ugello di un motore a razzo (si noti la sottoespansione, ovvero il flusso viene espanso ad una pressione e ad una temperatura più alte dell'ambiente esterno)

Quando il rapporto di espansione da ottenere diviene troppo elevato (maggiore di 1,8, si veda il paragrafo precedente) è necessario aggiungere una sezione divergente all'ugello di scarico. In questa sezione ha luogo un'espansione supersonica, se la gola è in saturazione (ovvero a Mach = 1).
In un ugello di scarico convergente-divergente di geometria tipica è possibile individuare quattro zone:
- il convergente
- la regione di gola
- la zona di espansione
- la zona di conversione del flusso in una corrente uniforme e per lo meno in prima approssimazione, parallela all'asse dell'ugello.

All'interno del convergente il fluido è dotato di una velocità bassa, di conseguenza la progettazione di questa parte dell'ugello segue le leggi dei flussi subsonici, con l'obiettivo di realizzare un condotto assial-simmetrico, con superfici prive di irregolarità.
All'interno della regione di gola il fluido inizia ad accelerare, per poi aumentare ulteriormente la propria velocità attraverso l'espansione che si realizza nella tratta di condotto che segue. A questo punto il fluido ha raggiunto una velocità supersonica, con onde d'espansione che si propagano lungo il condotto e si riflettono sulle pareti.
L'ultima parte dell'ugello è conformata in modo che non rifletta le onde che incidono sulle pareti, per ottenere una corrente uniforme in direzione assiale e per minimizzare la componente di velocità in direzione radiale, che non dà contributo alla spinta.

### Ugello a cono, corpo o spina centrale

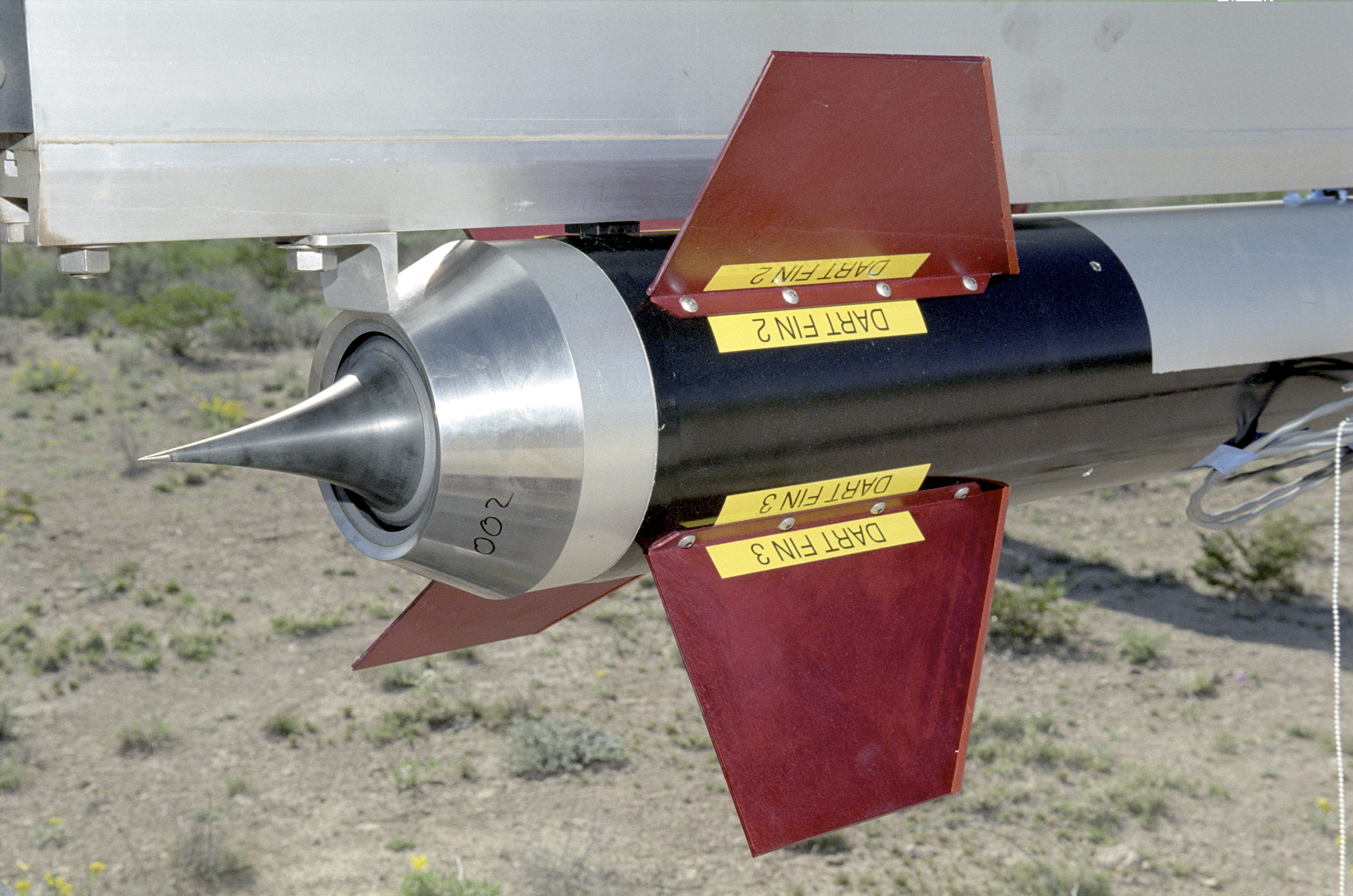
Ugello di scarico a cono centrale di un missile a propellente solido

## Ugelli a geometria variabile

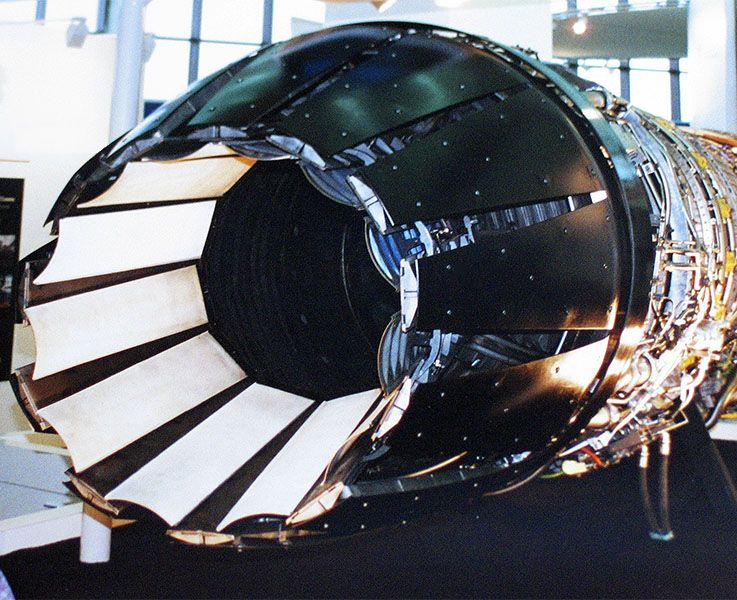
Ugello di scarico di un turboventola. Si tratta di un ugello di scarico a geometria variabile e vettorizzabile.

In quasi tutti gli aeroplani moderni, soprattutto quelli militari da caccia, si impiegano ugelli a geometria variabile. Questi sono particolari ugelli dove il tratto divergente è formato da petali, di solito all'esterno sono visibili come un cono convergente, i quali hanno la possibilità di muoversi, facendo in modo che la sezione d'uscita, ma soprattutto la sezione di gola, si restringa o si allarghi al variare della pressione esterna.
Sarebbe molto proficuo poter usare questo tipo di ugelli anche nel campo spaziale, soprattutto in considerazione del fatto che un veicolo spaziale si trova ad operare in condizioni assai diverse, attraversando le varie zone dell'atmosfera, ma peso, ingombro e complessità ne limitano l'impiego al settore aeronautico.

### Ugelli a spinta vettoriale

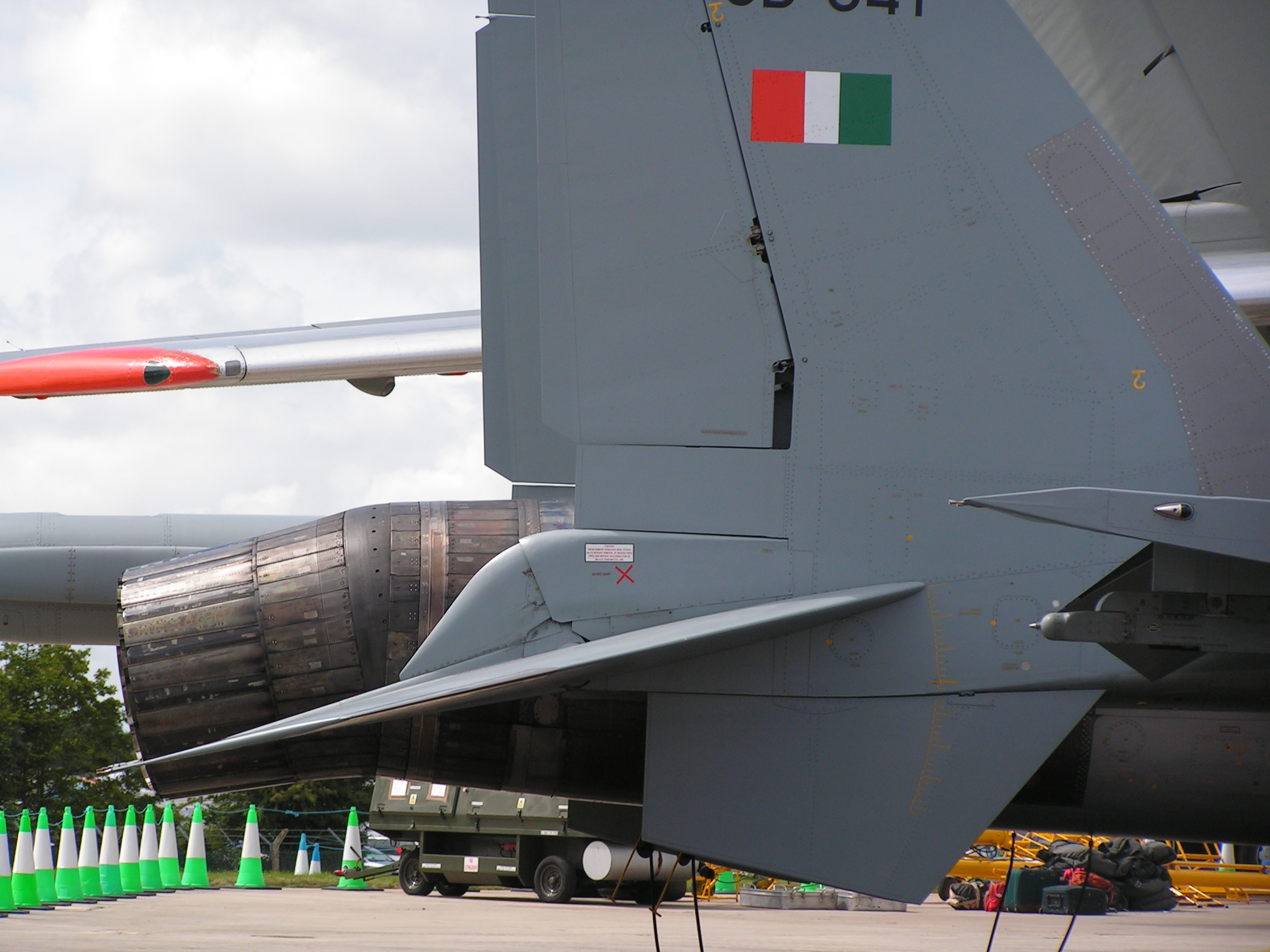
Particolare ugello a spinta vettorizzabile di un Sukhoi Su-30MKI dell'indiana Bhāratīya Vāyu Senā.